# Sorriso Eu Gosto no Pagode Vol. 3 – Homenagem ao Fundo de Quintal
Sorriso Eu Gosto no Pagode Vol. 3 – Homenagem ao Fundo de Quintal é o décimo terceiro álbum ao vivo do grupo de pagode Sorriso Maroto. Foi lançado em 15 de maio de 2025 pela Sony Music.
É a terceira parte do projeto que apresenta regravações de grandes sucessos numa roda de samba em estilo Sunset. Neste álbum, o grupo presta uma homenagem ao Fundo de Quintal, uma das maiores referências do samba e pagode brasileiro, revisitando seu repertório de quase 50 anos de carreira, com a releitura de canções como "A Batucada dos Nossos Tantãs", "Fada", "Lucidez", "O Show Tem Que Continuar", entre outras. O álbum foi gravado ao vivo no lendário Abbey Road Studios, em Londres, famoso por ter hospedado gravações dos Beatles. Além das plataformas de streaming, a íntegra do álbum também foi disponibilizada no YouTube em formato audiovisual.

## Lista de faixas
| N.º            | Título                                                          | Compositor(es)                                                                                 | Duração |  |
| 1.             | "A Batucada dos Nossos Tantãs"                                  | Sereno, Adilson Gavião, Robson Guimarães                                                       | 3:04    |  |
| 2.             | "Amor dos Deuses"                                               | Mário Sérgio, Ronaldinho                                                                       | 3:34    |  |
| 3.             | "Pot-Pourri: Livre Pra Sonhar / Frasco Pequeno"                 | Mário Sérgio, Cleber Augusto, Ronaldinho; Mário Sérgio, Arlindo Cruz, Franco                   | 4:06    |  |
| 4.             | "Fada"                                                          | Luiz Carlos da Vila, Mário Sérgio                                                              | 3:52    |  |
| 5.             | "Nova Esperança"                                                | Ubirany, Mauro Diniz, Adilson Victor                                                           | 2:44    |  |
| 6.             | "Lucidez"                                                       | Jorge Aragão, Cleber Augusto                                                                   | 4:18    |  |
| 7.             | "Nosso Grito"                                                   | André Renato, Sereno, Riquinho                                                                 | 3:28    |  |
| 8.             | "Só Felicidade"                                                 | André Renato, Sereno                                                                           | 2:41    |  |
| 9.             | "Pot-Pourri: Chuá, Chuá / Fui Passear no Norte / Moema Morenou" | Pedro de Sá Pereira, Ary Pavão; Mazinho, Lucio do Salgueiro; Paulinho da Viola, Elton Medeiros | 2:08    |  |
| 10.            | "Pot-Pourri: Baiana Serrana / Serei Teu Ioio / Vem Menina Moça" | Silas de Oliveira; Paulo da Portela, Monarco; Candeia                                          | 2:29    |  |
| 11.            | "Vai Lá, Vai Lá"                                                | Moisés Santiago, Alexandre Silva, André Rocha                                                  | 3:24    |  |
| 12.            | "O Show Tem Que Continuar"                                      | Arlindo Cruz, Sombrinha, Luiz Carlos da Vila                                                   | 3:33    |  |
| 13.            | "Smile"                                                         | Charlie Chaplin, John Turner, Geoffrey Parsons                                                 | 2:18    |  |
| Duração total: | Duração total:                                                  | Duração total:                                                                                 | 41:45   |  |

## Créditos
Ao processo de elaboração do álbum se atribui os seguintes créditos:
| - Produção Musical: Bruno Cardoso, Sergio e Lelê (US3) - Supervisão Técnica: Moogie Canazio - Engenheiros de Gravação (Londres): Marcos Saboia e Arthur Luna - Mixagem: Marcos Saboia - Masterização: Felipe Tichauer - Assistente de gravação (Londres): Daniela Sicilia, Ed Farrell e Marcel Klemm - Estúdio Complementos: Estúdio 2R (RJ) e Warner Studios (RJ) por Renan Toledo, Vitor Vidinha, Pedro Emmanuel, Lucas Fernandes e Kaique Del Giudice. - Tune: Daniele Andrade - Protools: Marcos Saboia, Lelê, Arthur Luna e Daniele Andrade Músicos Convidados - Arranjos: Jota Moraes e Andre Ricardo - Bateria: 2P - Baixo: André Ricardo - Cavaco: Korinho - Banjo: Thiago Silva - Guitarra e Bandolim: Bruno Carvalho - Pandeiro e Caixeta: João Duarte - Tamborim, Repique de Mão, Repique de Anel: Fayomi Encarnação - Tantã: Edir Lins - Vocais: Davi Vianna, Jenni Rocha, Marquinho Osocio, Sebastyan Guedes, Charlles André Jr. e Nadia Thaís Equipe Técnica Sorriso Maroto - Produção Executiva: Rodrigo Linhares - Light Designer: Dinho Ventura - Engenheiro de Monitor: Thiago Freitas - Técnicos de Palco: Bruno Pita, Cláudio Fontes e Yanick Melo - Auxiliar Técnico: Marcio Coelho - Camareiro: Isaac Cardoso | Equipe 5 por 5 - Direção Executiva: Rodrigo Pinto - Direção de Marketing: Rafa Brahma - Produção Artística: Vinícius Paoli - Produção Executiva: Fabíola Henriques - Marketing: Isabella Flores e Vitor Branco - Direção Designer Gráfico: Bruno Pettendorfer - Designer Gráfico: Felipe Thomaz - Financeiro: Jacqueline Negreiro Equipe Goga Cine - Diretor Geral: Douglas Aguillar - Diretor: Fran Landhin - Diretor de Fotografia: Arnaldo Mesquita - Operador de Câmera: Jesus Dantas - Operador de Câmera: Bianca Halpern - Operador de Câmera: Felipe Schmidt - Assistente de Câmera: Jesus Dantas - Coordenação de Produção: Angelina Trevisan - Produtor Local: Renzo Vasquez - Making of: Thales Pedote - Eletricista: Gabor Herczegfalvi - Assistente de elétrica: Steve Christian Nielsen - Assistente de elétrica: Peter James Hargroves - Maquinista chefe: Johnny Donne - Maquinista: Andy Edridge - Montagem: Douglas Aguillar - Montagem: Fran Landhin - Color Grade: Felipe Busteli - Finalização: Gogacine |